# Hypsipetes crassirostris
El bulbul de picogordo (Hypsipetes crassirostris) es una especie de ave paseriforme de la familia Pycnonotidae endémica de Seychelles.

## Taxonomía
El bulbul picogordo fue descrito científicamente por el ornitólogo británico Edward Newton en 1867. Sus parientes más próximos son el bulbul de Comoras y el bulbul de Mohéli.

## Distribución
Se encuentra en la mayor parte del archipiélago de Seychelles. Cría en las islas de Mahé, Praslin, La Digue y Silhouette, además de las islas menores circundantes.

## Comportamiento y ecología
El bulbul picogordo es un ave social, que vive en parejas, grupos familiares o pequeñas bandadas en los bosques desde el nivel del mar a las montañas. Es monógamo y territorial durante la época de cría. Su territorio suele medir unos 200 metros de diámetro. Lo defiende de otro bulbules y potenciales depredadores con llamadas de alarma, incluso ataca a intrusos de gran tamaño como los humanos. Suelen tolerar dentro del territorio a un ayudante, normalmente un hijo de la nidada anterior, aunque no se le deja acercarse al nido.

### Alimentación
Es una especie omnívora, que se alimenta de frutos, flores, huevos e insectos que atrapa picoteando entre las hojas de los árboles o atrapa lanzándose en vuelos cortos. Son muy agresivos con otras aves, y expulsan a especies tan grandes como las garcitas verdosas de las áreas donde se alimentan.

### Reproducción
La época de cría del bulbul picogordo generalmente empieza con los monzones, de octubre a enero aproximadamente, aunque puede criar en cualquier estación. Construye un nido circular con fibras de palmeras, hojas, ramitas y musgo situado en una bifurcación de ramas de un árbol, normalmente a 10 metros o más del suelo. Suelen poner dos huevos blanquecinos y moteados por estación, aunque en la mayoría de los casos solo uno de los polluelos consigue desarrollarse totalmente y dejar el nido. La incubción dura 15 días y los polluelos tardan otros 21 días en emplumar, aunque los juveniles al dejar el nido se quedan con a sus progenitores, posiblemente para aprender a alimentarse.